# Kraus grav

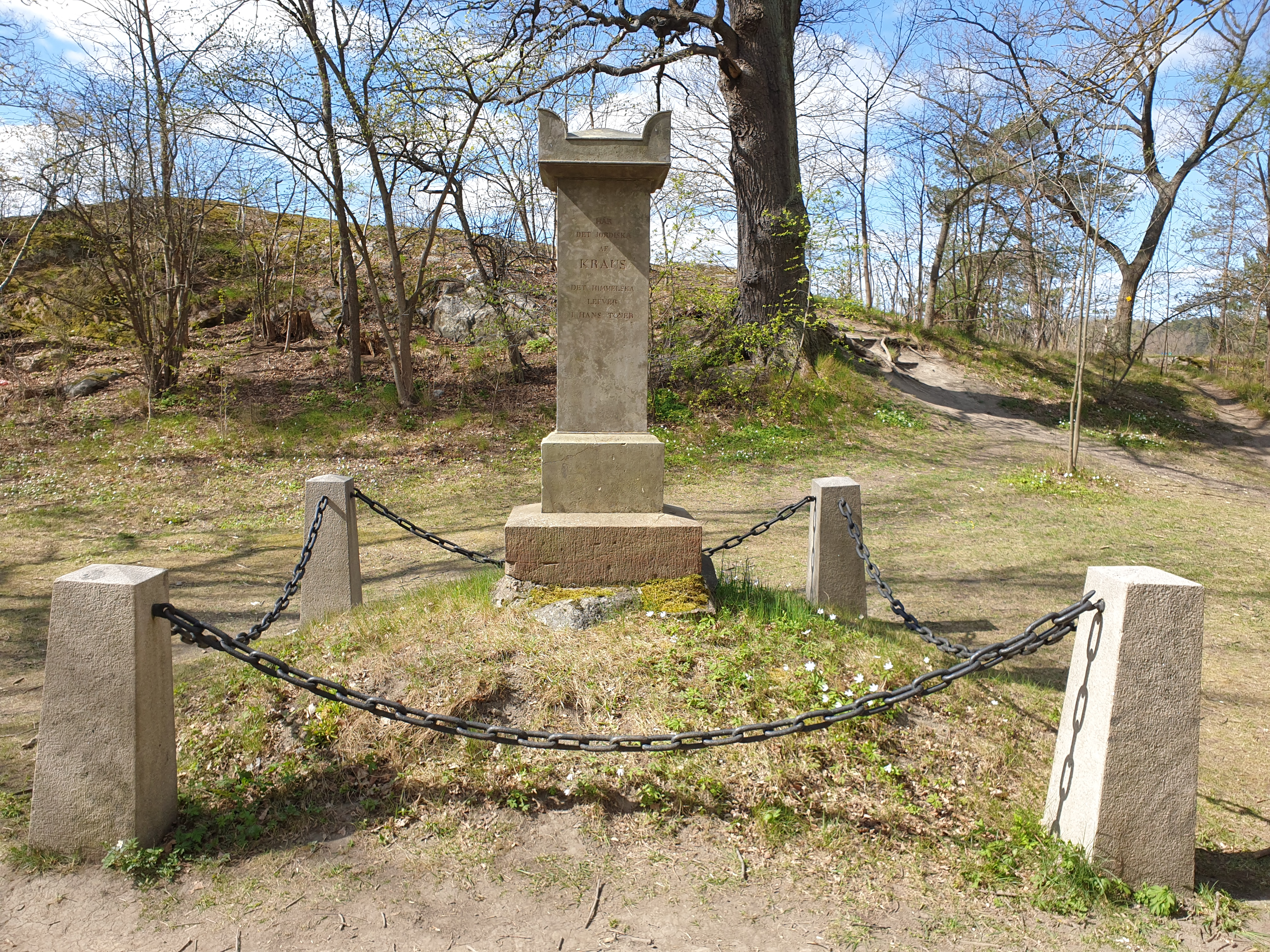
Kraus grav i april 2020.

Kraus grav kallas en privat gravplats belägen på Tivoliparken vid Brunnsviken i Solna kommun. Här fann den tyskfödde komponisten Joseph Martin Kraus (1756–1792) sin sista vila.

## Beskrivning

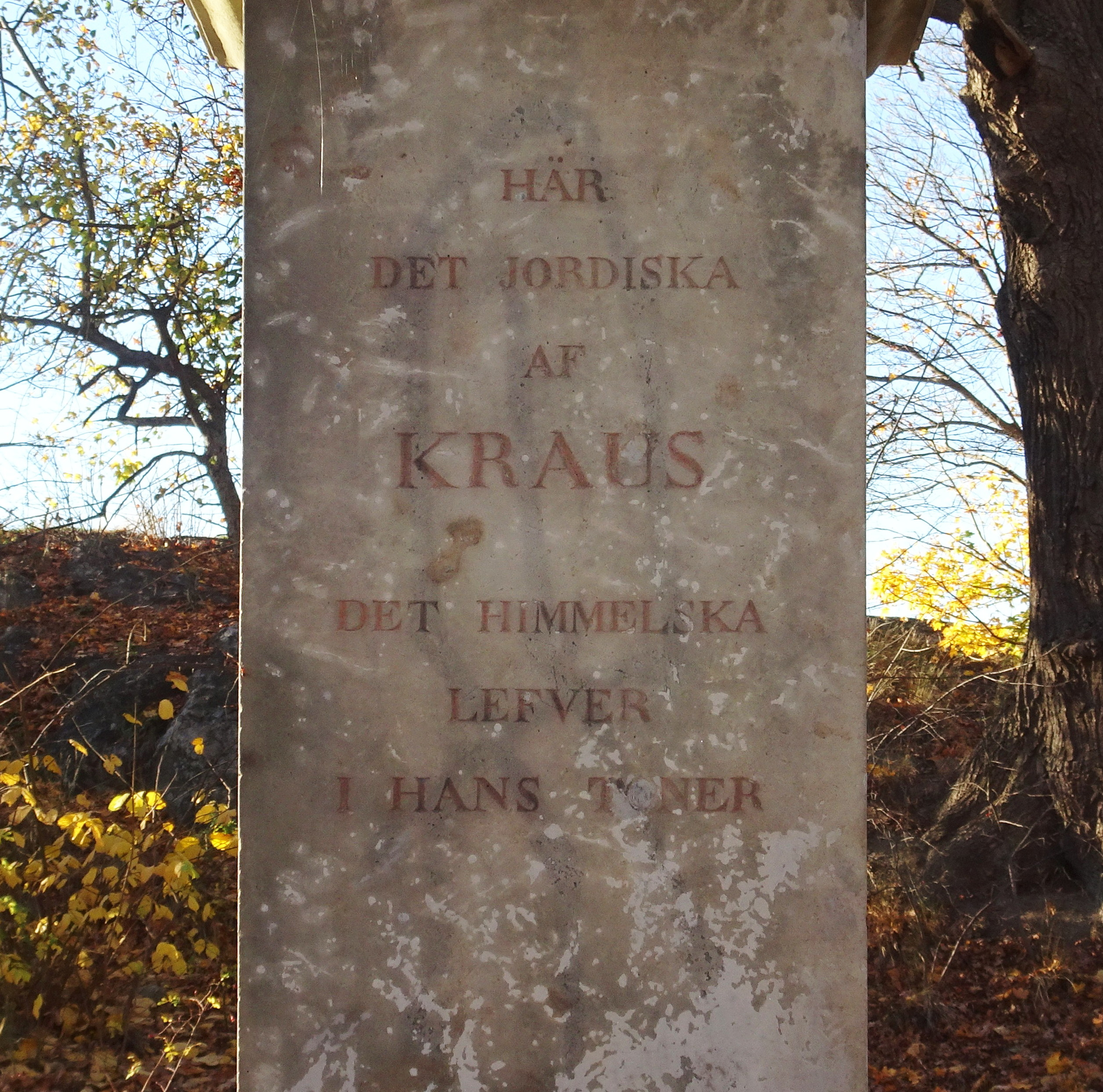
Inskriptionen.

På Tivoliudden i parkens västra ände finns gravplatsen efter Joseph Martin Kraus, som av sin samtid kallats "den svenske Mozart" och tillhörde kretsen kring Gustav III. Hans sista kompositioner blev sorgemusiken till kungens begravning 1792. Den 15 december samma år avled Kraus efter en tids sjukdom, enbart 36 år gammal. En vecka senare bar hans vänner kistan i fackelsken över Brunnsvikens is till Tivolis strand. En katolsk präst förrättade begravningen. Gravmonumentet var pyramidformat och gjort av trä, det placerades längst ut på den västra delen av Tivoliudden.
Den 20 juni 1846 ersattes det gamla gravmonumentet med ett nytt i sten. Monumentet består av en minnessten krönt av en sten i form av en krona och omgiven av fyra stenstolpar som är förenade genom järnkättingar.
På stenen finns två inskriptioner:

- "Född i Miltenberg 1756 D. 20 Jun. Död i Stockholm 1792 D. 15 Dec."
- "Här det jordiska af Kraus, det himmelska lefver i hans toner"

En studie ”Om immateriella och materiella kulturvärden” och val av denna gravplats har publicerats av Peter Schantz år 2002. Schantz jämför Brunnsvikens tre privata begravningsplatser: Kraus grav i Tivoliparken (invigd 1792), Kungliga begravningsplatsen i Hagaparken (invigd 1922) och Per Henrik Lings grav vid Lings kulle (invigd 1823). Möjligtvis har Kraus gravplats inspirerat till Ling grav.

## Hundgrav

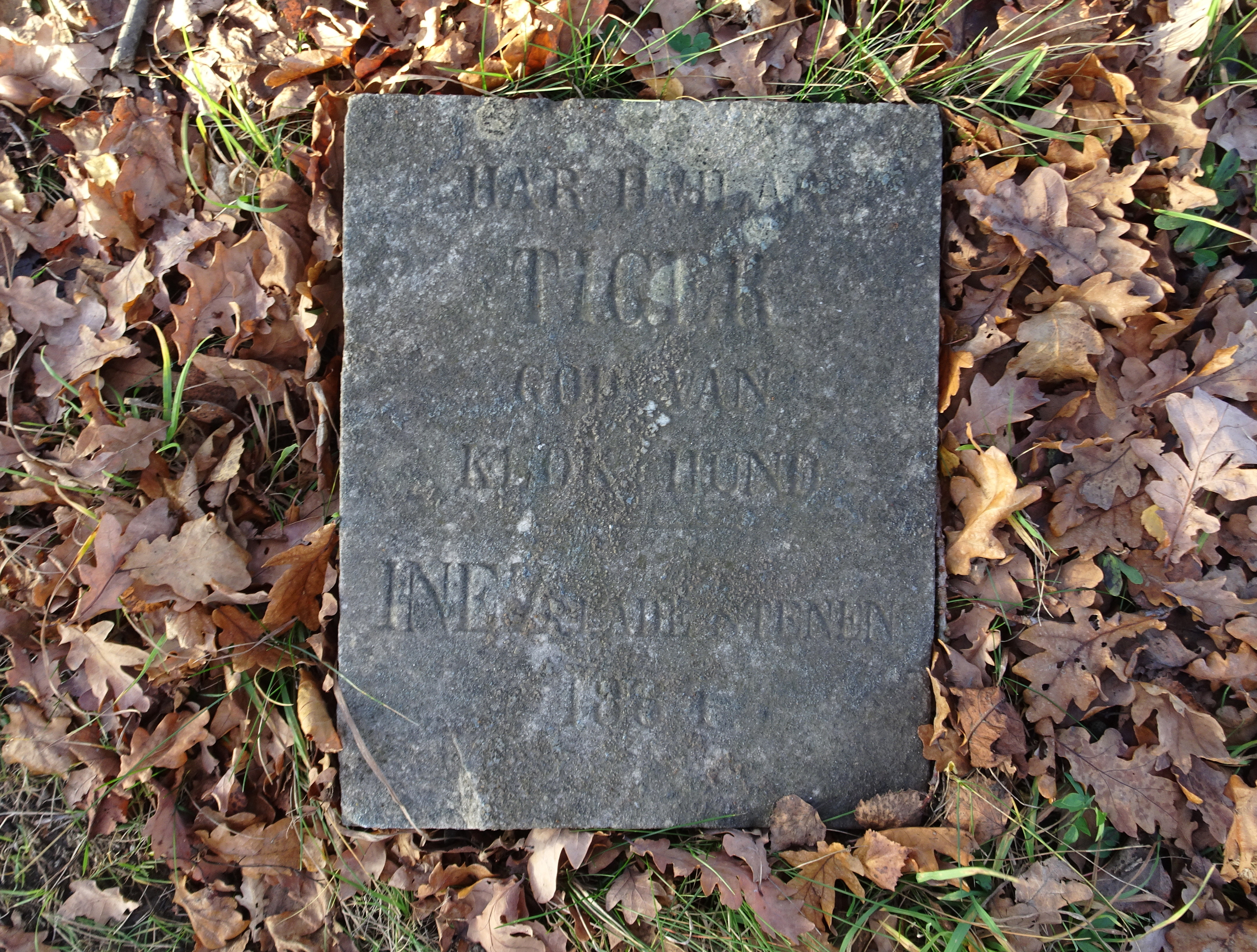
Hunden Tigers grav.

Cirka fyra meter väst om Kraus gravsten finns ytterligare en gravvård med text:

- "Här hvilar Tiger – God vän klok hund – Inez lade stenen 1884"